# 66 Eskadra Towarzysząca

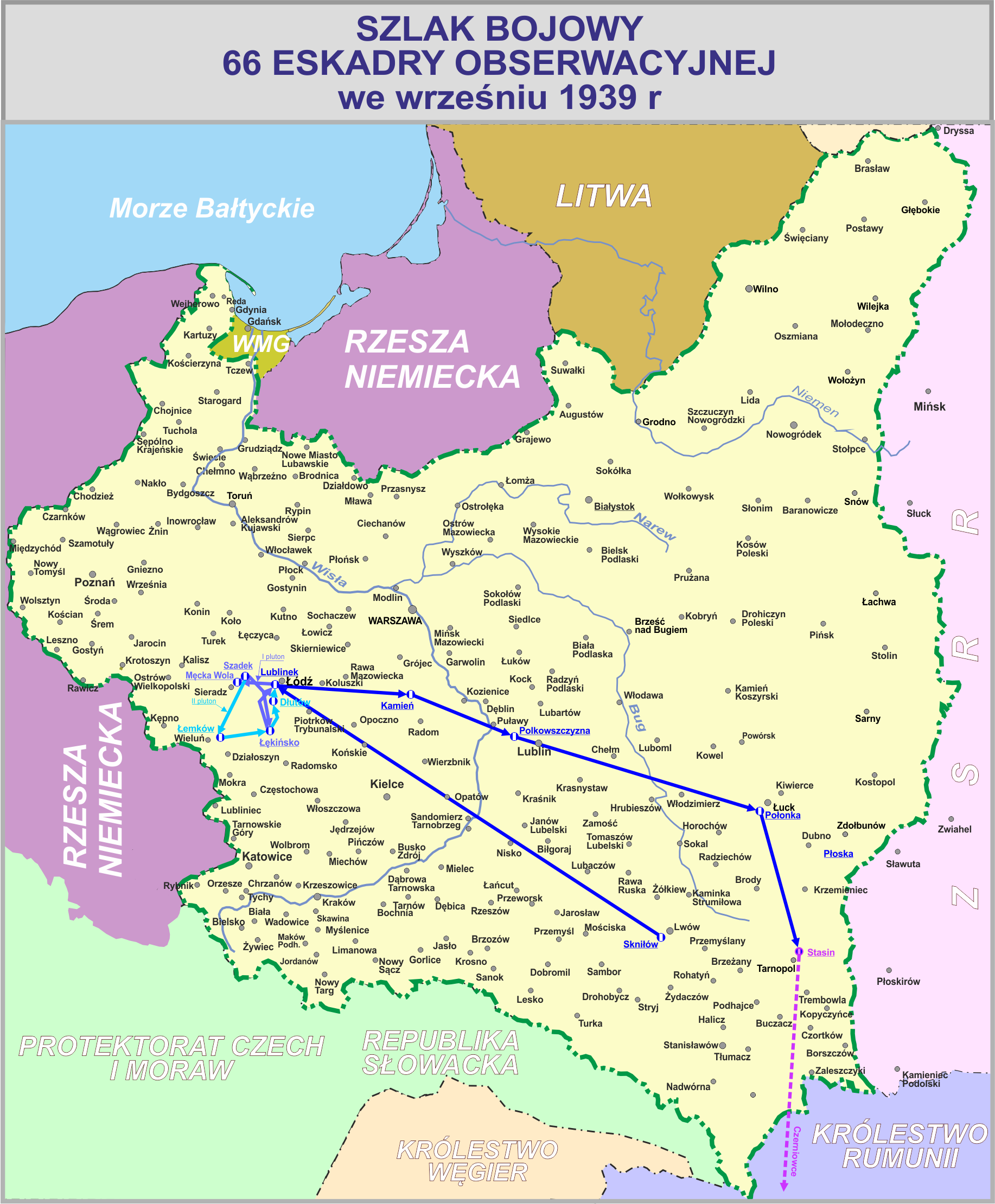

66 eskadra towarzysząca – pododdział lotnictwa Wojska Polskiego w II Rzeczypospolitej.
Eskadra została sformowana w 1934 w składzie 6 pułku lotniczego. W kampanii wrześniowej jako eskadra obserwacyjna walczyła w składzie lotnictwa Armii „Łódź”.
Godło eskadry: „Kameleon” w kolorze zielonym na tle białego koła z czerwoną obwódką.

## Formowanie i szkolenie 66 eskadry towarzyszącej
W związku z rozbudową lotnictwa bliskiego wsparcia w 6 pułku lotniczym 22 października 1934 została sformowana 66 eskadra towarzysząca. Personel eskadry składał się początkowo z nadwyżek innych eskadr. W kolejnych miesiącach był sukcesywnie uzupełniany absolwentami szkół i kursów specjalistycznych. Na wyposażeniu eskadry znalazły się samoloty Lublin R-XIIIC, stopniowo wymienione na nowsze R-XIIID. 
W listopadzie 1934 trzy plutony eskadry posiadały już pełną obsadę personelu latającego i etatowy stan samolotów. 
Zimą 1935 załogi uczestniczyły w ćwiczeniach międzydywizyjnych 6. i 13 Dywizji Piechoty, a w miesiącach letnich udały się na lotnisko polowe Smolary. Tu współpracowały z oddziałami DOK VI.
W 1936 plutony przebywały na  poligonie Pohulanka. Tu ćwiczono zadania bliskiego wsparcia wojsk.
Na początku 1937 eskadra ćwiczyła wspólnie z Podolską Brygadą Kawalerii, operując z węzła lotnisk w Brodach i Stanisławowie. Latem tego roku przebywała na lotnisku Makowo Podhalańskie, gdzie współdziałała z pułkami strzelców podhalańskich.
Jesienią nastąpiła reorganizacja eskadr towarzyszących. W każdej eskadrze zmniejszono liczbę plutonów do dwóch, a samolotów bojowych do 7.
W lecie 1938 eskadra uczestniczyła w wielkich ćwiczeniach na Wołyniu, operując z łuckiego węzła lotnisk. II/66 pluton współpracował z Podolską Brygadą Kawalerii.

## Działania 66 eskadry w 1939
W okresie zimowym i wiosenno-letnim załogi intensywnie szkoliły się szczególnie we współpracy radiowej z artylerią oraz podchwytywaniu rozkazów i zrzucaniu meldunków „na płachtę”.
W sierpniu 1939 eskadra przebywała na letnich ćwiczeniach z 30 Dywizją Piechoty i Wołyńską Brygadą Kawalerii. Rozkazem dowódcy 6 pułku lotniczego z 22 sierpnia oba plutony w trybie alarmowym powróciły na macierzyste lotnisko Skniłów.

### Mobilizacja eskadry
Mobilizację eskadry ogłoszono w nocy z 23 na 24 sierpnia. Przeprowadzono ją zgodnie z planem na macierzystym lotnisku Skniłów. Czynności mobilizacyjne zakończono 25 sierpnia. Mobilizacja pozwoliła na uzupełnienie personelu w stosunku do etatów wojennych. W personelu latającym było około 30% nadwyżki.
26 sierpnia na lotnisko rozdzielcze Lublinek wyjechał rzut kołowy pod dowództwem por. pil. Alfreda Baumana, a 31 sierpnia odleciał personel latający.
31 sierpnia I/66 pluton został przydzielony do dyspozycji dowódcy 10 Dywizji Piechoty, a II/66 pluton wyznaczony do współpracy z dowódcą Wołyńskiej Brygady Kawalerii.

### Walki 66 eskadry obserwacyjnej w kampanii wrześniowej
W kampanii wrześniowej walczyła w składzie lotnictwa Armii „Łódź”. Jej I pluton z dowódcą eskadry znajdował się w dyspozycji 10 Dywizji Piechoty, a II pluton w dyspozycji dowódcy Wołyńskiej Brygady Kawalerii.
Na uzbrojeniu eskadry znajdowało się siedem samolotów towarzyszących Lublin R.XIIID i dwa samoloty łącznikowe RWD-8.
1 września lotów bojowych nie było. Dwie załogi eskadry poszukiwały lotnisk polowych dla obu plutonów. Dla I/66 plutonu wyszukano lotnisko Męcka Wola, a lądowisko Łemków-Łękawa koło Wielunia dla II/66 plutonu. W tym samym dniu z Lublinka odjechał rzut kołowy i odleciał rzut powietrzny. 
2 września na rozpoznanie przedpola 10 Dywizji Piechoty wystartowali por. Włosiński z kpr. Przesławskim. Samolot był ostrzeliwany przez własne oddziały. Wynik rozpoznania obserwator przekazał osobiście do sztabu dywizji. Po południu w rejon Kalisz–Grabów polecieli ppor. obs. Łotecki i por. Bauman. Wykryto kolumnę czołgów, która otworzyła silny ogień w stronę samolotu. Obserwator został ranny w nogę. Wracając poza linię styczności wojsk, samolot został ponownie ostrzelany, ale już przez własne wojska. Pilot stracił panowanie nad maszyną i rozbił się przy lądowaniu. Obu lotników umieszczono w szpitalu.
O świcie rzut kołowy II/66 plutonu wyruszył do Łemkowa-Łękawy. Po nim wystartował rzut powietrzny. W Lublinku czasowo pozostał kpt. obs. Leonin Rochowski. Ze względu na postępy niemieckich wojsk lądowych, nie lądowano na lądowisku Łemków-Łękawa, a na lotnisku Łękińsko, gdzie już bazowały samoloty 1/63 plutonu. Tego dnia również II/66 nie wykonywał zadań bojowych. Por. Tadeusz Sokoliński udał się motocyklem do sztabu Wołyńskiej Brygady Kawalerii, gdzie otrzymał zadanie na dzień następny oraz dyspozycję przeniesienia plutonu za Widawkę.
3 września załoga: por. obs. Aleksander Jastrzębski i kpr. pil. Michał Omieliaszko wystartowała na rozpoznanie w rejon miasta Warta. Ich samolot został zestrzelony, ale pilotowi udało się wylądować między niemieckimi i własnymi liniami. Ppor. Jastrzębski, widząc biegnącą ku nim piechotę nieprzyjacielską, otworzył ogień z karabinu maszynowego nakazując pilotowi podpalić samolot. W tym czasie sam został ranny. Ostrzeliwując Niemców kpr. pil. Omieliaszko umożliwił rannemu obserwatorowi wycofanie się do polskich oddziałów. Po założeniu opatrunku w szpitalu ppor. Jastrzębski na własną prośbę zwolnił się i po 3 godzinach wrócił do plutonu.
O świcie tego dnia II/66 pluton odleciał na lotnisko Dłutów, skąd por. Sokoliński z kpr. Guzewiczem polecieli rozpoznać przedpole Wołyńskiej BK. Meldunek z rozpoznania zrzucono na płachtę tożsamości brygady, ale w tym momencie Polaków zaatakowały 3 Messerschmitty.

Porucznik Sokoliński relacjonował:

Na południe od m. Łask załoga zostaje zaatakowana przez 3 Messerschmitty. Pikując i ostrzeliwując się uciekamy między lasami. W rej. m. Buczek zostaliśmy ostrzelani przez własne oddziały. Pilot ciężko ranny zemdlał i opadł na stery. Ja nie skaczę ze spadochronem, lecz pilotując samolot z drugiej kabiny ląduję w pobliżu maj. Buczek. Samolot miał wiele przestrzelin, ale konstrukcja nie uszkodzona i był jeszcze ostrzeliwany po wylądowaniu. Pilot został skierowany do szpitala polowego 2 Dywizji Piechoty, a następnie przewieziony do Łodzi.

Porucznik Sokoliński wrócił do jednostki samochodem. 
Po południu załoga por. obs. Tadeusza Dziadosza śledziła ruchy kolumn niemieckiej 4 Dywizji Pancernej.
4 września eskadra prowadziła obserwację pola bitwy. Porucznik  Wacław Włosiński z kpr. Stanisławem Przesławskim rozpoznawali rejon Sieradz–Smardzew. Z lotniska Dłutów ppor. obs. Tadeusz Siuzdak i ppor. pil. Józef Nogal prowadzili rozpoznanie w obszarze Łask–Szczerców. Przy lądowaniu wyłamano podwozie, ale załoga wyszła bez obrażeń. W plutonie pozostał tylko jeden sprawny Lublin R-XIII.
5 września kpt. obs. Jan Krzysztoforski z sierż. pil. Stanisławem Biesiadowskim rozpoznawali na korzyść dowódcy 10 Dywizji Piechoty w rejonie Sieradz–Zduńska Wola. Wyniki rozpoznania przekazano do sztabu dywizji. Po południu pluton przegrupowała się przelot na lądowisko Szadek. Wieczorem, działając według wytycznych naczelnego dowódcy Lotnictwa, dowódca lotnictwa armii wyznaczył eskadrze nowe lądowisko znajdujące się poza strefą operacyjną armii. Kapitan Albert Kubieniec otrzymał rozkaz odejścia na nowe lotnisko Biały Kamień i przejścia do odwodu Naczelnego Wodza
6 września eskadra wyszła z podporządkowania Armii Łódź. Samoloty eskadry odleciały do Białego Kamienia. W tym kierunku maszerował też rzut kołowy. W rejonie Brzezin Luftwaffe zbombardowało transport, zadając mu poważne straty w ludziach i sprzęcie. Resztki rzutu kołowego pojawiły się w Białym Kamieniu około 23.00. W nocy przyjechał dowódca lotnictwa armii płk Wacław Iwaszkiewicz i nakazał przesunięcie eskadry na lądowisko Polkowszczyzna.
Rano 7 września  do Polkowszczyzny odjechał rzut kołowy. Samoloty wystartowały około 10.00. W tym dniu nie wykonano lotów bojowych.
W związku z brakiem łączności z dowództwem, lotów nie wykonywano też i 8 września.
9 września dowódca eskadry samodzielnie zdecydował przesunąć jednostkę do Stężycy. W nocy pojechał tam rzut kołowy.
Rano 10 września pojawił się płk Iwaszkiewicz z rozkazem wycofania eskadry na lotnisko Górka Połonka. O decyzji tej powiadomiono będący już w drodze rzut kołowy.
W okresie 11–14 września załogi eskadry wykonały z lotniska Połonka szereg lotów rozpoznawczych, a patrole „benzynowe” poszukiwały cystern na stacjach kolejowych.
14 września dowódca eskadry otrzymał rozkaz przesunięcia jednostki na lotnisko Stasin. Późnym wieczorem odjechał rzut kołowy.
Samoloty przebazowały się rano 15 września. Wykonano 2 loty rozpoznawcze.
16 września, z rozkazu naczelnego dowódcy Lotnictwa, wykonano trzy loty łącznikowe, a eskadra weszła w skład formującego się dywizjonu obserwacyjnego. Nadwyżka personelu latającego odjechała do punktu zbornego w Kutach.
17 września wykonywano kolejne loty łącznościowe z rozkazami ewakuacji jednostek lotnictwa. O  15.00 przyszedł rozkaz odlotu samolotów eskadry do Czerniowiec w Rumunii. Rzut kołowy eskadry dowodzony przez por. Tadeusza Sokolińskiego odjechał w nocy do Kut.
Rano 18 września samoloty eskadry odleciały do Rumunii. Wieczorem granicę polsko-rumuńską przekroczył rzut kołowy.
| Działania eskadry | Działania eskadry                         | Działania eskadry                         | Działania eskadry                         |
| ----------------- | ----------------------------------------- | ----------------------------------------- | ----------------------------------------- |
|                   | Loty bojowe                               | w tym łącznikowe                          | Zestrzelenia                              |
| 31                | około 7                                   | 0                                         |                                           |
| Straty eskadry    |                                           |                                           |                                           |
| Ranni             | por. Bauman, ppor. Łotecki, kpr. Guzewicz | por. Bauman, ppor. Łotecki, kpr. Guzewicz | por. Bauman, ppor. Łotecki, kpr. Guzewicz |
| Zaginieni         | pchor. Ranoszek, plut. Kostecki           | pchor. Ranoszek, plut. Kostecki           | pchor. Ranoszek, plut. Kostecki           |
| Samoloty          |                                           |                                           |                                           |
| Stan              | Uzupełnienie                              | Zniszczone                                | Ewakuacja                                 |
| 7 Lublin R-XIIID  | 0                                         | 5                                         | 2                                         |

## Obsada personalna eskadry
| Stopień, imię i nazwisko    | Okres pełnienia służby | Kolejne stanowisko |
| --------------------------- | ---------------------- | ------------------ |
| kpt. pil. Julian Skrzat     | od X 1934              |                    |
| kpt. pil. Czesław Krajewski | od XI 1935             |                    |
| kpt. obs. Feliks Misiewicz  | od XII 1936            |                    |
| kpt. obs. Albert Kubieniec  | od VII 1939            |                    |

| Stanowisko    | Stopień, imię i nazwisko         | Przydział we wrześniu 1939 |
| ------------- | -------------------------------- | -------------------------- |
| dowódca       | kpt. Albert Kubieniec            | dowódca eskadry            |
| dowódca I/66  | kpt. Jan Krzysztoforski          | dowódca I plutonu          |
| dowódca II/66 | kpt. Leonid Rochowski            | dowódca II plutonu         |
| piloci        | por. Alfred Wilhelm Bauman       | pilot I plutonu            |
| piloci        | ppor. Józef Nogal                | pilot II plutonu           |
| obserwatorzy  | por. Wacław Franciszek Włosiński | obserwator I plutonu       |
| obserwatorzy  | por. Jerzy Zbroja                |                            |
| obserwatorzy  | ppor. piech. Tadeusz Siuzdak     | obserwator II plutonu      |

| Dowództwo eskadry            | Dowództwo eskadry                    | Dowództwo eskadry              |
| ---------------------------- | ------------------------------------ | ------------------------------ |
| dowódca eskadry              | kpt. obs. Albert Kubieniec           | kpt. obs. Albert Kubieniec     |
| szef administracyjny eskadry | chor. Antoni Kettner                 | chor. Antoni Kettner           |
|                              | I pluton                             | II pluton                      |
| dowódcy plutonu              | kpt. obs. Jan Krzysztoforski         | kpt. obs. Leonin Rochowski     |
| obserwatorzy                 | por. Wacław Włosiński                | por. Zygmunt Dziadosz          |
| obserwatorzy                 | ppor. Aleksander Jastrzębski         | por. Tadeusz Sokoliński        |
| obserwatorzy                 | ppor. Marian Łotecki                 | ppor. Tadeusz Siuzdak          |
| obserwatorzy                 | ppor. rez. Zygmunt Tepper            |                                |
| piloci                       | por. Alfred Bauman                   | ppor. Józef Nogal              |
| piloci                       | sierż. Stanisław Biesiadowski        | ppor. pil. Ginter Ranoszek     |
| piloci                       | kpr. Michał Omieliaszko              | plut. Józef Kostecki           |
| piloci                       | kpr. Stanisław Przesławski           | kpr. Stanisław Guzewicz        |
| piloci                       | kpr. Kazimierz Lipiec                |                                |
| szefowie mechaników          | st. majster wojsk. Walerian Iwanicki | majster wojsk. Władysław Osuch |

## Wypadki lotnicze
- 8 lipca 1937 w czasie lotu nocnego zginęła załoga: ppor. obs. Józef Dzierżawa i plut.pil. Franciszek Fuchs. Przyczyną była przerwa w pracy silnika podczas silnej burzy[4].

## Samoloty eskadry
We wrześniu 1939 na uzbrojeniu eskadry znajdowało się 7 samolotów Lublin R.XIII i dwa samoloty łącznikowe RWD-8

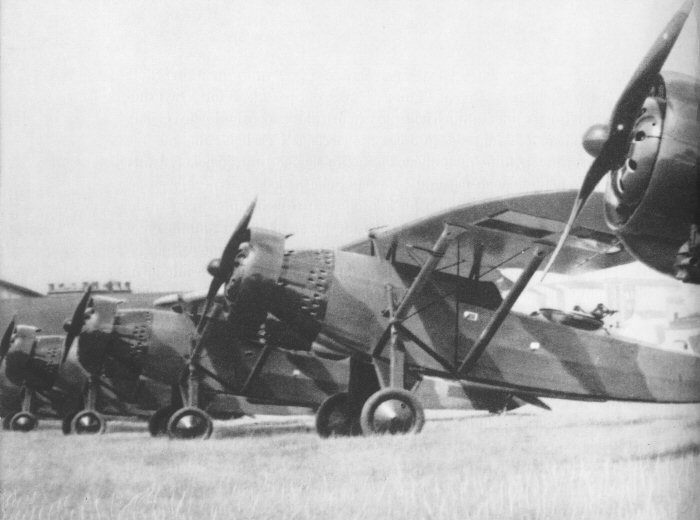
Lublin R.XIII (1933–1939)
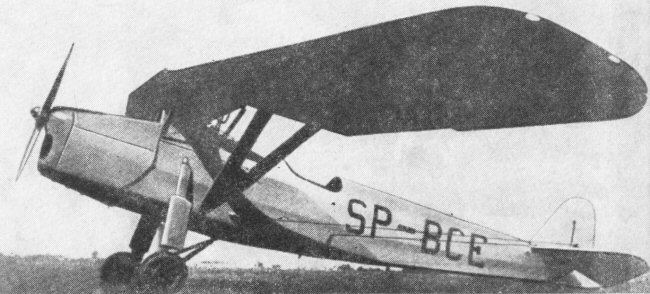
RWD-8 (łącznikowy)